# عمليات قتالية في 2016 خلال معركة حلب
هذا هو حساب زمني للعمليات القتالية في عام 2016 خلال معركة حلب وهي جزء من الحرب الأهلية السورية.

## فبراير
في 22 فبراير استولى جند الأقصى على قرية رأس النفل إلى الجنوب الغربي من سبخة الجبول مما أدى إلى قطع طريق إسرية-خناصر مرة أخرى للمرة الثانية في غضون 5 أشهر. بعد ذلك بوقت قصير نشر الجيش السوري تعزيزات في القرية من بلدة السفيرة لاستعادة السيطرة عليها وإعادة فتح طريق الإمداد الرئيسي. في اليوم التالي استولى تنظيم الدولة الإسلامية أيضا على عدة قرى على طول الشاطئ الجنوبي لسبخة الجبول وجنوب رأس النفل مما أدى إلى إغلاق المزيد من طرق حلب. على الرغم من أن الجيش السوري تمكن من استعادة عدد من النقاط على الطريق السريع إلا أنهم لا يزالون غير قادرين على طرد المتمردين السوريين وقوات داعش من الغالبية العظمى من القرى التي استولوا عليها. كما استولت قوات تنظيم الدولة الإسلامية على نقطة على طريق الشيخ هلال - إسرية وأغلقت الطريق السريع أيضا. في وقت لاحق من يوم 23 فبراير أفيد بأن تنظيم الدولة الإسلامية استولى على مدينة خناصر الاستراتيجية متقدما على طول طريق إسرية-خناصر السريع.
في 25 فبراير شن الجيش هجوما مضادا واسع النطاق وأزال تنظيم الدولة الإسلامية من مدينة خناصر التي استولى عليها المسلحون قبل يومين. خلص الهجوم المضاد إلى 29 فبراير 2016 عندما أعاد الجيش العربي السوري فتح طريق توريد إلى مدينة حلب.

## مارس
في 20 مارس شنت قوات داعش هجوما على منطقة شيخ نجار الصناعية واستولت على قريتي كفر صغير وبابينيس. لكن بحلول 22 مارس تمكن الجيش السوري من صد هجوم داعش واستعادة السيطرة على القريتين.

## يونيو
في 25 يونيو بدأ الجيش السوري والقوات المتحالفة له هجومه الذي طال انتظاره في شمال غرب حلب. كان الهدف النهائي من الهجوم هو قطع الطريق السريع كاستيلو وهو آخر طريق توريد للمتمردين داخل المدينة وبالتالي تطويق قوات المعارضة المتبقية تماما.

## يوليو
في 7 يوليو فرض الجيش السوري السيطرة على النيران على طريق كاستيلو السريع حيث تقدموا إلى مسافة كيلومتر واحد من آخر طريق لتوريد المتمردين إلى شرق حلب بعد أن استولوا على مزارع الملاح الجنوبية من جبهة النصرة وقوات أخرى.
في 11 يوليو شنت جبهة النصرة هجوما داخل مدينة حلب استولت على 10 مبان بالقرب من مبنى المرور (مركز الشرطة) ومع ذلك تم صد هذا الهجوم واستعاد الجيش السيطرة على جميع المباني المفقودة.
في 17 يوليو وصل الجيش السوري واستولى على طريق كاستيلو السريع مشددا الحصار على شرق حلب الذي يسيطر عليه المتمردون.
في 27 يوليو أعلن الجيش رسميا أنه قطع جميع طرق إمدادات المتمردين إلى حلب.
عقب تنفيذ الحصار عرض الرئيس السوري بشار الأسد عفوا عاما على المسلحين الذين استسلموا للسلطات الحكومية في الأشهر الثلاثة التالية. في الوقت نفسه قال وزارة دفاع الاتحاد الروسي سيرغي شويجو أن الرئيس فلاديمير بوتين أمر بعملية إنسانية واسعة النطاق خارج حلب «لمساعدة المدنيين الذين احتجزهم الإرهابيون وكذا المقاتلون الذين يريدون وضع الأسلحة». كما ذكر شويجو أن ثلاثة ممرات إنسانية فضلا عن نقاط الغذاء والإسعافات الأولية خارج المدينة. منع المتمردون السكان من الفرار من خلال ممرات إنسانية مع عدد قليل من السكان الذين يستطيعون مغادرة المناطق المحاصرة المعارضة. ادعت مصادر مؤيدة للمعارضة أن شابين أطلقوا النار على قناصة الجيش أثناء محاولتهم عبور المعابر الإنسانية.

## سبتمبر
في 22 سبتمبر نفذت غارات جوية على خمس مناطق في حلب. بحلول اليوم التالي بسبب الغارات الجوية المستمرة كانت الأحياء كلها مشتعلة بالنيران. في الوقت نفسه أحرز الجيش تقدما على الأرض في شمال وجنوب المدينة.
في 24 سبتمبر استمرت الغارات الجوية بينما تقدم الجيش في منطقة مخيم حندرات وقرب قلعة حلب. بحلول نهاية اليوم انسحبت القوات الحكومية من مخيم حندرات. في 25 سبتمبر ضمت القوات الحكومية منطقة شاهر وشنت هجوما جديدا على مخيم حندرات.
في 27 سبتمبر ضربت غارات جوية مستشفيين في حين استولى الجيش على منطقة فارافيرا.
في 28 سبتمبر تقدمت القوات الحكومية في حي السويقة في حلب القديمة.
في 29 سبتمبر سيطر الجيش على منطقة مخيم حندرات ثم هاجم مستشفى الكندي الذي تم نقله إلى قاعدة المتمردين وكذلك منطقة شقيف القريبة.
في 30 سبتمبر استولت القوات الحكومية على مستشفى الكندي في حين وقع القتال «ذهابا وإيابا» في حي سليمان الحلبي المركزي.